# Platycheirus howesii
Platycheirus howesii är en tvåvingeart som först beskrevs av Miller 1921.  Platycheirus howesii ingår i släktet fotblomflugor, och familjen blomflugor. Inga underarter finns listade i Catalogue of Life.